# Bétaré-Oya
Bétaré-Oya es una comuna camerunesa perteneciente al departamento de Lom-et-Djérem de la región del Este.
En 2005 tiene 41 173 habitantes, de los que 8206 viven en la capital comunal homónima.
Se ubica en el norte de la región, unos 150 km al noreste de la capital regional Bertoua.

## Localidades
Comprende la ciudad de Bétaré-Oya y las siguientes localidades:
- Alamada
- Bangbel
- Begoro
- Biboko
- Bodomo-Issa
- Bongo
- Borongo
- Bouli
- Daboulé
- Dang-Haoussa I
- Dang-Haoussa II
- Dang-Patou
- Dolé Tamtana
- Doyo
- Gaïndara
- Gbanbiri
- Kambo-Kassi
- Kassa-Ngaoundéré
- Kissi
- Kongolo
- Kpok-Mbonga
- Lom I
- M'bitom
- Mabélé I
- Mabélé II
- Mali
- Mararaba
- Mbalé
- Mbardé-Ndokayo
- Mbonga
- Mborguené
- Monay
- Ndanga-Gandima
- Ndokayo
- Ndougla
- Ngaïndara
- Oudoulaï
- Pont II
- Sarambi
- Sarang
- Tapare
- Taparé-Salao
- Tête d'éléphant